# 피아트 500

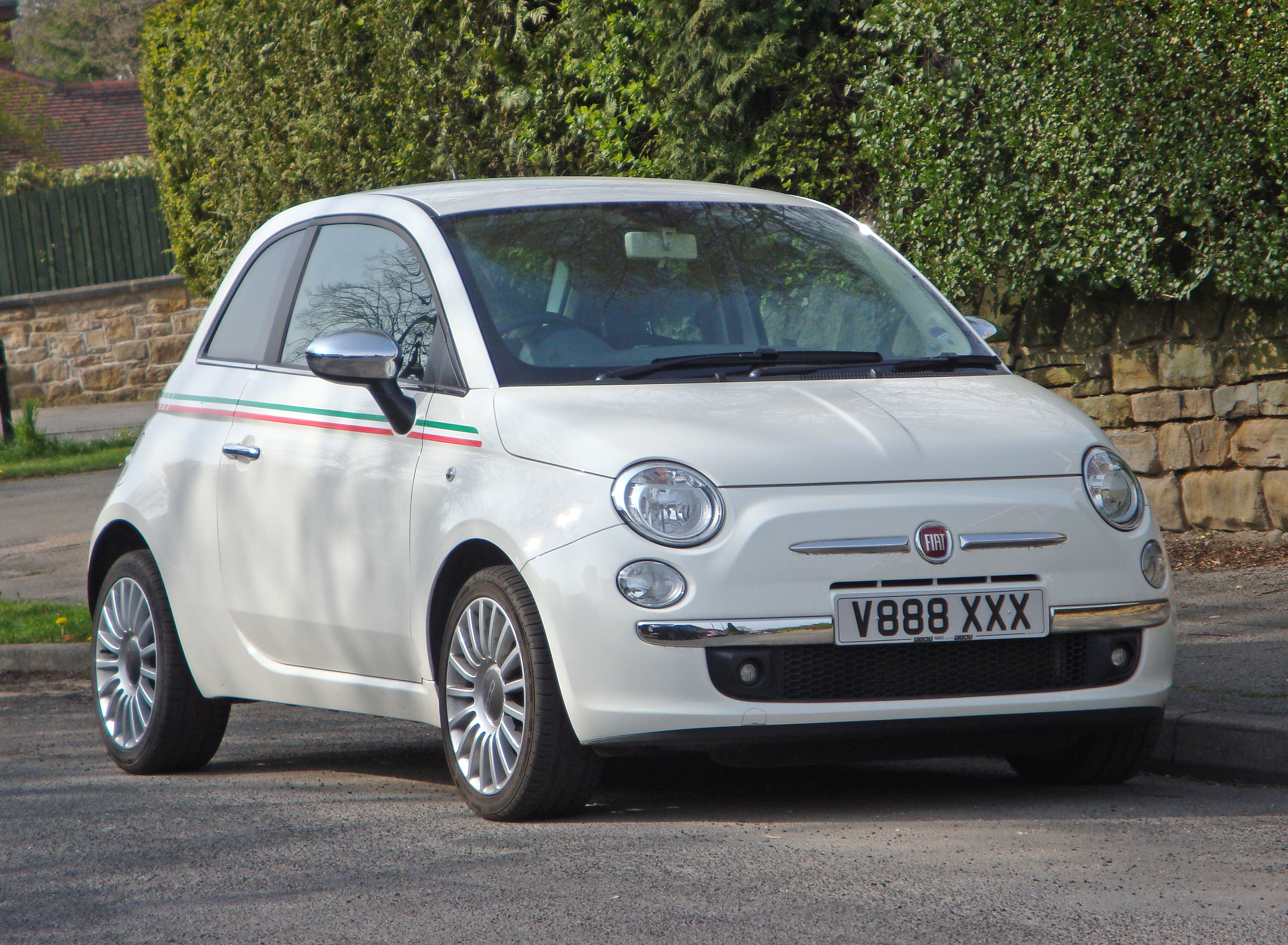
뉴 피아트 500

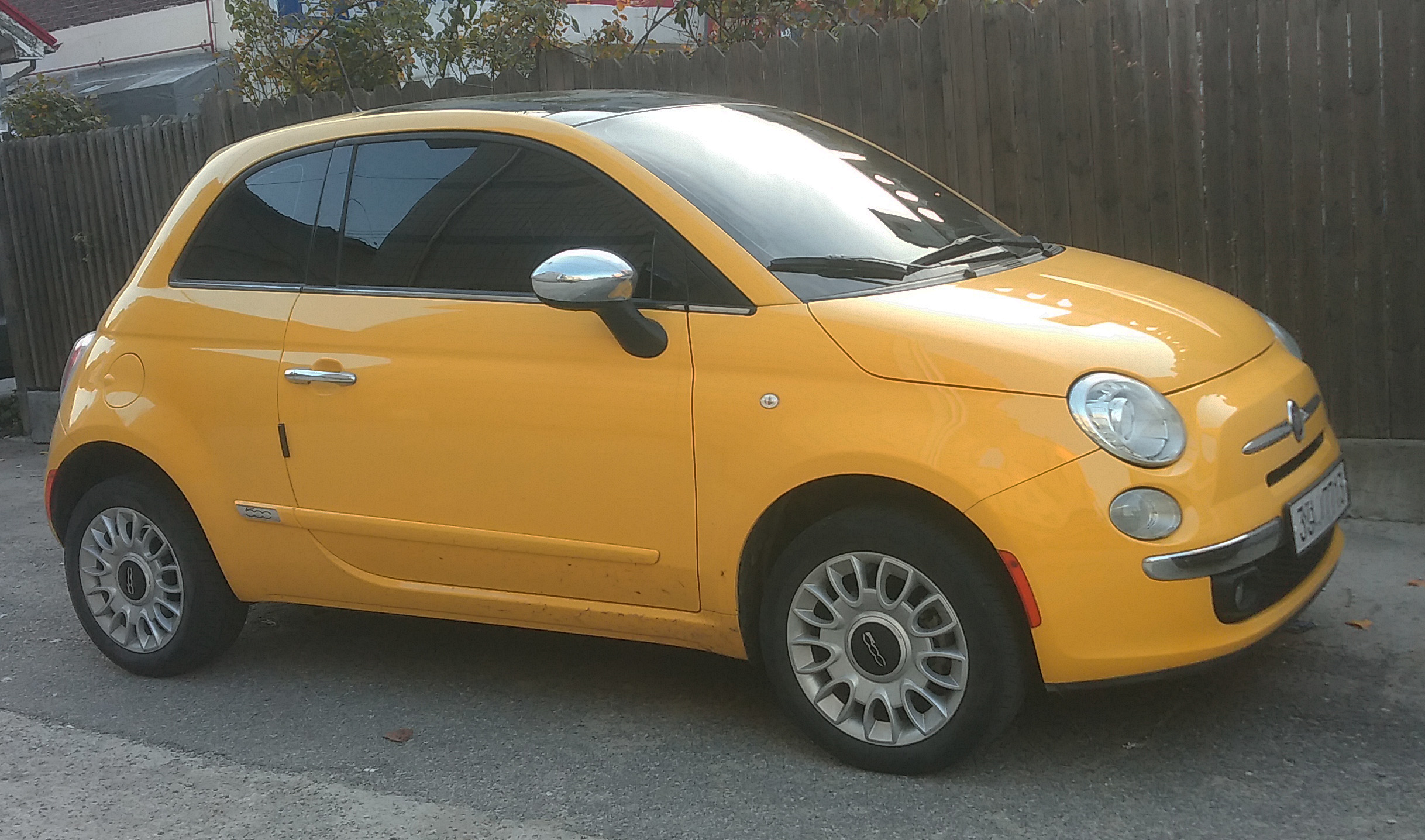
뉴 피아트 500

피아트 500(친퀘첸토, 이탈리아어: Cinquecento)는 이탈리아의 자동차 제조사 피아트에 의해 1957년과 1975년 사이에 제조된 도시형 자동차 형식의 승용차이다. 1957년에 500 "토폴리노"의 후속 차종으로 선보였으며, 1972년에 후속 차종인 126이 출시된 이후에도 계속 생산되다가 1975년에 단종되었다. 이후 2006년 5월 5일에 뉴 피아트 500이 공개되었으며, 2007년 7월 4일에 50주년을 기념하여 세이첸토의 후속 차종으로 출시하였다. 차 이름의 '친퀘첸토'는 이탈리아어로 '친퀘'는 숫자 '5'를 '첸토'는 '백'을 의미한다. 그래서 500이 된다. 이탈리아 피아트사의 자동차이지만 생산은 폴란드의 소도시 '티히'와 멕시코 주의 주도이자 산업도시 '톨루카'에서 생산된다. 대한민국에는 북미형인 1.4리터 엔진을 포함한 멕시코 생산분이 들어오며, 국내 경차규격을 4cm 초과하여 경차로 등록되지 못하고 소형차로 분류되었다.

## 미디어 속의 500
- 일본의 만화 및 애니메이션인 루팡 3세에서는 주인공의 차량으로 등장했다.
- 미국의 장편 애니메이션인 카 또는 카 2에서도 등장한다. 이름은 루이지이다.

## 경쟁 차종
- 현대자동차 - i10
- 기아자동차 - 모닝
- 쉐보레 - 스파크
- 오펠 - 아담, 칼
- 르노 - 트윙고
- 푸조 - 108
- 시트로엥 - C1
- 스마트 - 포투
- 폭스바겐 - 업!
- 포드 - 카
- 토요타 - 아이고

## 같이 보기
- 피아트 126
- 피아트 친퀘첸토 (자동차)